# Géographie de la république du Congo
 (janvier 2016).
Si vous disposez d'ouvrages ou d'articles de référence ou si vous connaissez des sites web de qualité traitant du thème abordé ici, merci de compléter l'article en donnant les références utiles à sa vérifiabilité et en les liant à la section « Notes et références ».
La république du Congo, également appelée Congo-Brazzaville, couvre une superficie de 342 000 km2. Son territoire, résultat du découpage colonial à la fin du XIXe siècle, s'allonge de l'Atlantique au cœur de l'Afrique centrale.

## Situation
Avec une superficie de 342 000 kilomètres carrés, le Congo est situé en Afrique centrale, avec une fenêtre de 170 kilomètres sur l'Atlantique.
Le Congo partage ses frontières avec la République centrafricaine au nord, le Cameroun au nord-ouest, le Gabon à l'ouest, le Cabinda (Angola) à l'extrême sud-ouest, et la république démocratique du Congo à l'est et au sud.
Les principales distances sont :
- 1 200 kilomètres : du nord (Bétou) au sud (Pointe-Noire)
- 425 kilomètres : dans le sens ouest-est au niveau de l'équateur.

## Topographie

### Relief
Trois types dominent ce relief :
- Les montagnes plus ou moins anciennes. Elles ne dépassent pas en général 1 200 mètres d'altitude, ce sont les chaînes du Mayombe qui se situent à environ 80 kilomètres de la côte. A cela s'ajoute, la chaîne de montagne dans la région du Niari par le massif du Chaillu  ainsi que la chaîne du nord par le Mont Nabemba.

- Les plateaux et collines. Elles entourent la grande cuvette et s'étendent du Nord-Ouest au Sud-Ouest.
- La grande cuvette, dans les pays du Niari, et la région de Pointe-Noire, celle de la plaine côtière.

### Hydrographie
Le pays est longé au Sud par le fleuve Congo (fleuve) qui marque sa frontière Sud avec la République démocratique du Congo. D'ailleurs, depuis plusieurs années un projet de pont entre les capitales des deux pays (voir : Pont entre Kinshasa et Brazzaville).
Le Congo possède un vaste réseau de cours d'eau, qui constitue la cuvette congolaise. Le pays compte une dizaine de grandes rivières et deux grands fleuves (le Congo et le Kouilou-Niari), une trentaine de cours d'eau d'importance appréciable et de nombreux petits cours d'eau secondaires.

### Climat
En général on a un climat chaud et humide, du fait de sa position géographique et de son relief, avec des variantes, équatorial au Nord, tropical au Sud.
Les températures en moyenne oscillent entre 24 °C et 28 °C au cours de l'année.

## Environnement
Il existe plusieurs formes de végétation dans ce pays, dont les principales formes sont la forêt (60 %) et la savane (40 %). La savane est souvent entrecoupée de forêts galeries le long des rivières.

## Population
La répartition de la population est très hétérogène sur le territoire. Plus des deux tiers de la population se concentrent dans les centres urbains, en tête les deux terminus du chemin de fer Congo-Océan.
On a un phénomène de macrocéphalie urbaine, Pointe-Noire compte en 1993, 500 000 habitants, soit près de 18 % de la population globale nationale, et Brazzaville près de 800 000 habitants, soit environ 31 % de la population du Congo.
Les villes de Brazzaville et Pointe-Noire représenteraient à elles seules, plus de la moitié de la population totale du Congo.
Le taux de natalité en 1990 était de 47/1000.
Le taux de mortalité en 1990 était de 70/1000.
Soit un taux d'accroissement de 30/1000
Le taux de mortalité infantile en 1990 était de 17/1000.
La répartition par âge de la population en 1990 était :
- 0 à 14 ans : 44 %
- 15 à 64 ans : 52,7 %
- plus de 64 ans : 3,3 %

L'espérance de vie était de 50 ans pour les hommes et 51 ans pour les femmes en 1990, contre 47 ans en 2003. La population est donc très jeune.
Quarante pour cent de la population est rurale avec un taux d'accroissement annuel de 1,22 %.
Soixante pour cent de cette population vit dans les centres urbains avec un taux de croissance annuelle est de 6,38. Les populations urbaines augmentent ainsi plus rapidement que les populations rurales malgré l'exode rural qui concerne chaque année plus de 10 000 personnes.
Le peuplement de la population congolaise est essentiellement bantou. Il existe une minorité constituée par les pygmées.
La population est homogène, malgré la polysémie d'ethnies qui sont en fait des différences de langage parlée et non des tribus.

## Économie
Le pays exploite un certain nombre de ressources minérales. C'est le cas dans la région de Pointe-Noire (république du Congo) avec des forages pétroliers. L'industrie pétrolière représente d'ailleurs une part très importante du PIB du pays ainsi que de ses exportations (voir Économie de la république du Congo). En 2019 un nouveau gisement onshore est découvert. Selon les premiers relevés il devrait pouvoir permettre au pays de quadrupler sa production.